# Vugesta
Vugesta (også VUGESTAP ) for " Vermögens-Umzugsgut von der Gestapo " ("Ejendom fjernet af Gestapo ") var en nazistisk organisation i Wien, der fra 1940 til 1945 beslaglagde 5.000-6.000 wienske  jøders ejendom Vugesta spillede en væsentlig rolle i arianiseringen af jødisk ejendom, og den omfordelte privat ejendom stjålet fra jødiske østrigere til ikke-jødiske eller ariske østrigere under det nazistiske regime i Østrig. 

## Etablering
Den 22. august 1940 udstedte rigsjustitsministeren et dekret til Reichsverkehrsgruppe Spedition und Lagerei (Reichs Transport Group Spedition and Storage). Jøder, der flygtede, mistede deres statsborgerskab, og deres ejendom blev beslaglagt og solgt videre. Indtægterne gik til rederier, lagre og lokale skattemyndigheder i Wien og Berlin.
Den 7. september 1940 grundlagde Weins Gestapo Vugesta, med det formål at bortauktionere jødiske ejendom.
Karl Herber ledede Vugesta, med hovedkvarter i "Reichsverkehrsgruppe Spedition und Lagerei / Ostmark", Wien 1, Bauernmarkt 24. Et samarbejde mellem østrigske speditører, østrigske lagre og Gestapo beskæftigede Vugesta 12 personer.

## Gestapo, Vugesta og Dorotheum
I de første par år koncentrerede VUGESTA sig om ejendom beslaglagt fra jøder, der flygtede fra nazistisk terror eller var blevet deporteret til lejre. Jøder var forpligtet til at aflevere deres pakkede flyttegods (såkaldte "lifte") til speditører, inden de rejste. Efter Anden Verdenskrigs udbrud blev disse "lifte" dog ikke længere videresendt, men forblev hos speditørerne eller på mellemstationer.
Speditørerne var også forpligtet til at rapportere om deres jødiske kunder. I disse tilfælde konfiskerede VUGESTA og Gestapo ejendommen. Den beslaglagte ejendom blev bortauktioneret gennem Dorotheum i Wien.
Nazistiske partimedlemmer, soldater, lokale myndigheder, krigsinvalider og folk der havde mistet deres hjem kunne købe den beslaglagte ejendom. Nazipartiet kontrollerede beslaglæggelserne og auktionerne.
Ved udgangen af 1943 var det meste af de ejendomme, der var blevet stjålet fra jøder, blevet videresolgt. Derefter koncentrerede Vugesta sig om at sælge ud af de deporterede jøders boliginventar. Til dette formål arbejdede Krummbaumgasse-møbelgenbrugscentret (ledet af Bernhard Witke og Anton Grimm) tæt sammen med det centrale kontor for jødisk emigration, som Adolf Eichmann havde stiftet. Skønsmændene fik adresser og nøgler til lejlighederne, som derefter blev ryddet af tvangsarbejdere.

## Værdigenstande og kunstværker
Alle kunstværker og varer med en anslået værdi på over 1.000 ℛℳ blev bortauktioneret gennem Dorotheum - medmindre Führeren reserverede dem til sig selv. Hans Posse, den særlige repræsentant for Linz Führer Museum, havde førstevalg. Museer havde forkøbsret og købte mange kunstværker stjålet fra jøder. Derefter havde Vugesta-vurderingsmænd som Bernhard Witke eller Anton Grimm ret. Først når nazistiske officerer, kunsthandlere og andre begunstigede ikke viste interesse, blev varerne solgt til museer, forhandlere og private via offentlige auktioner.

## Forretningsvolumen
Vugestas indtægter for årene 1941 og 1944 anslås til 14 million ℛℳ, hvoraf 10 million ℛℳ kom fra auktionshuset Dorotheum. 
Fra det tidlige efterår 1940 og frem til krigens afslutning beslaglagde og solgte Vugesta ejendom fra omkring 5.000 til 6.000 jøder og boliginventar fra mindst 10.000 jødiske familier, der var flygtet eller blev deporteret, for over fem millioner Reichsmark. Derudover tjente Vugesta yderligere ti millioner Reichsmark ved at sælge genstande gennem auktionshuset Dorotheum. Overskuddet fra disse salg var med til at finansiere det nazistiske rige.

## Hvidvaskning
De lovligt udseende transaktioner foretaget gennem det prestigefyldte Dorotheum blev brugt til at hvidvaske nazisternes plyndring af de solgte genstande. I 1997 beskrev Oliver Rathkolb mekanismen i From 'Legacy of Shame' to the Auction of 'Heirless' Art in Wien: Coming to Terms 'Austrian Style' with Nazi Artistic War Booty i et kapitel kaldet "the whitewashing problem"

I sin undersøgelse af de nazistiske plyndringer af kunstsamlinger i Wien ( Was einmal war Handbuch der enteigneten Kunstsammlungen Wiens) beskrev Sophie Lillie den mekanisme, hvorved tyveri blev forklædt som tilbagebetaling af gæld. The Art Newspaper opsummerede denne proces i en anmeldelse af hendes bog:
Når en jøde søgte om at emigrere, var det, i teorien. kun 25% af hans ejendom der overgik til staten. Der blev fremlagt en opgørelse og Zentralstelle für Denkmalschutz besluttede hvilke kunstværker der var af national betydning og disse blev ”sikret”, dvs. konfiskeret. Det var dog sjældent, at det der var tilbage, blev givet tilbage til ejeren, som normalt allerede var flygtet til en ukendt destination. I stedet blev den opbevaret i nazi-ejede varehuse, som solgte varerne for at betale de "opbevaringsafgifter", som ejeren åbenbart ikke kunne dække. En hyppig straf for at emigrere var at blive frataget statsborgerskab, og på dette tidspunkt tilfaldt al ejendom staten, som solgte den som "en jødes ejendom" gennem det statsejede auktionshus, Dorotheum eller VUGESTA, den afdeling af Gestapo, der var ansvarlig for værdiansættelsen af de emigreredes ejendom.

## Eksempler på plyndringer udført af Vugesta
- Kraus-familien ("Da det nationalsocialistiske regime fratog alle jøder, bosiddende i udlandet deres tyske statsborgerskab, blev Kraus-familiens ejendom klassificeret som 'fjendens ejendom'. Som følge heraf blev den administreret af 'Verwertungsstelle für jüdisches Umzugsgut' der Gestapo' (Gestapo-agenturet for jødisk ejendom, eller Vugesta), som auktionerer de plyndrede genstande gennem auktionshuset Dorotheum eller sælger dem ved at udstille dem i Wien.") [13]
- "144 anskaffelser foretaget af museer fra Vugesta (Gestapo-kontoret for bortskaffelse af jødiske emigranters ejendom) og med hensyn til mere end 200 "arianiserede" værker erhvervet af Julius Fargel, kunstrestauratoren af de kommunale samlinger og sagkyndig vurderingsmand af malerier for Vugesta."[14]
- Erich Wolfgang Korngold : "ANL konkluderede efter sin undersøgelse, at dens Korngold-besiddelser var blevet konfiskeret og overført til ANL af Vugesta. Blandt disse materialer var 2.122 breve til Erich Wolfgang Korngold og hans far Julius, den fremtrædende wienermusikkritiker; hvor andre vigtige Korngold musikbiblioteksmaterialer befinder sig er stadig uvist.[15]
- Bruno Jellinek : "Den oprindelige ejer af maleriet, den tjekkiske forretningsmand Bruno Jellinek, flygtede fra Østrig efter " Anschluss " i 1938; hans kunstsamling blev konfiskeret af de nazistiske myndigheder og solgt, dels til private, dels til statslige samlinger. Ostade-maleriet blev konfiskeret af VUGESTA og bragt til Dorotheum auktionshus; det blev dog solgt til Kunsthistorisk Museum den 2. december 1941 for 16.000 ℛℳ før det planlagte salg på auktion."[16]
- Bernhard Altmann, Richard Beer-Hofmann, Hugo Blitz, Oscar Bondy, Caroline Czeczowiczka, Hans Engel, Ernst Egger, Josef Freund, Elsa Gall, Robert Gerngross, Daisy Hellmann, Bruno Jellinek, Siegfried Kantor, Gottlieb Kraus, Klara Mertens, Moriz og Stefan Kuffner, Stefan Mautner, Oskar Reichel, Louise Simon eller Siegfried Trebitsch.[17]

Den 29. april 1999 besluttede byrådet i Wien, at kunst erhvervet med tvivlsomme midler (tyveri, konfiskation, ekspropriation) under nazitiden af byens museer, biblioteker, arkiver og samlinger skulle returneres til deres oprindelige ejere eller deres juridiske arvinger. Vugesta-køb mellem 1940 og 1945 var en af de tre kategorier, der blev anerkendt af Wien-museet som stjålet ejendom. 
Wien-museet offentliggjorde en liste over kunstværker, det havde købt fra Vugesta, som var blevet stjålet fra jøder. 
Artiklen er oversat fra engelsk Wikipedia.